# Dżojstik

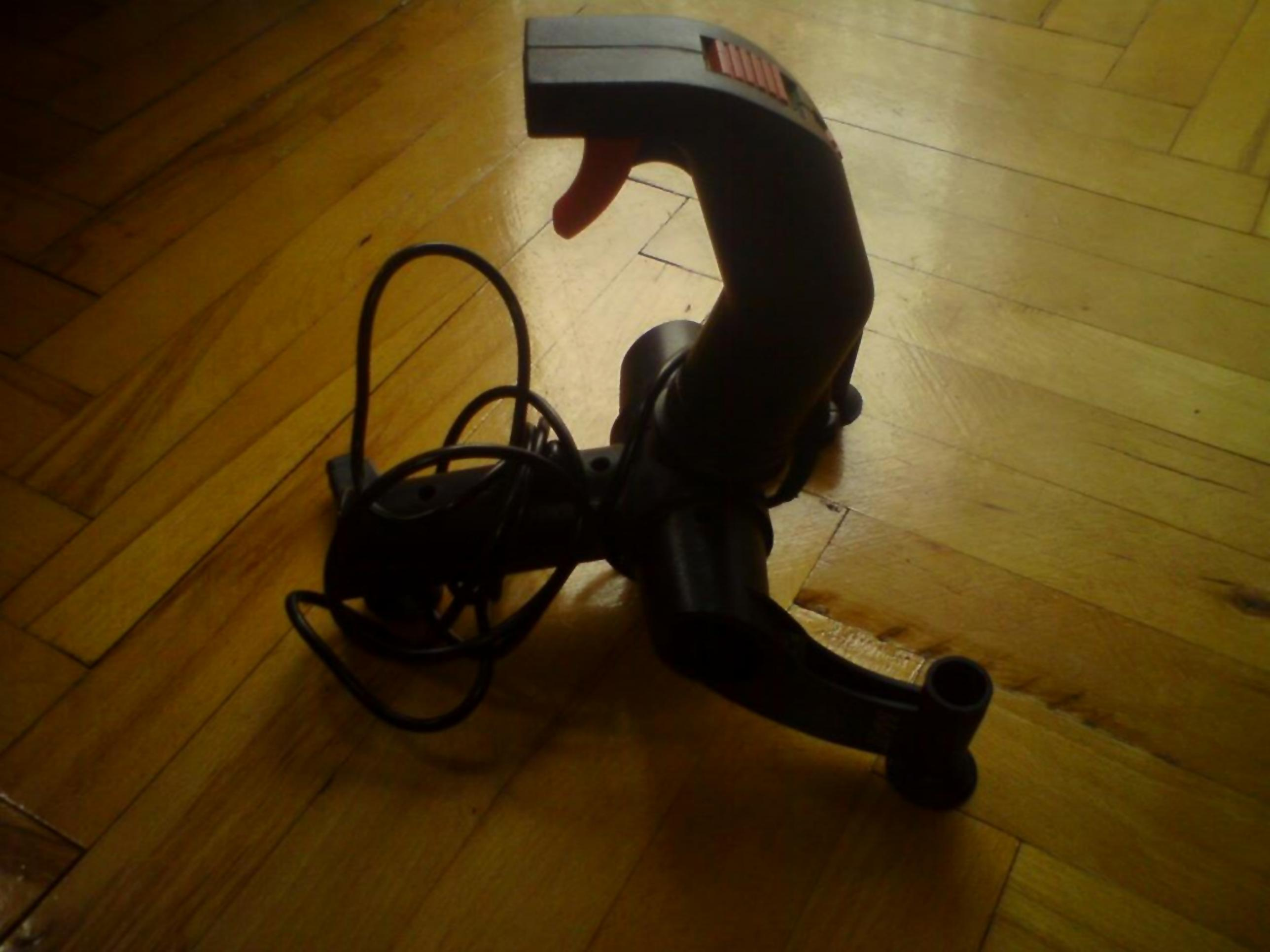
Dżojstik 2-osiowy 2-przyciskowy Skorpion firmy MATT

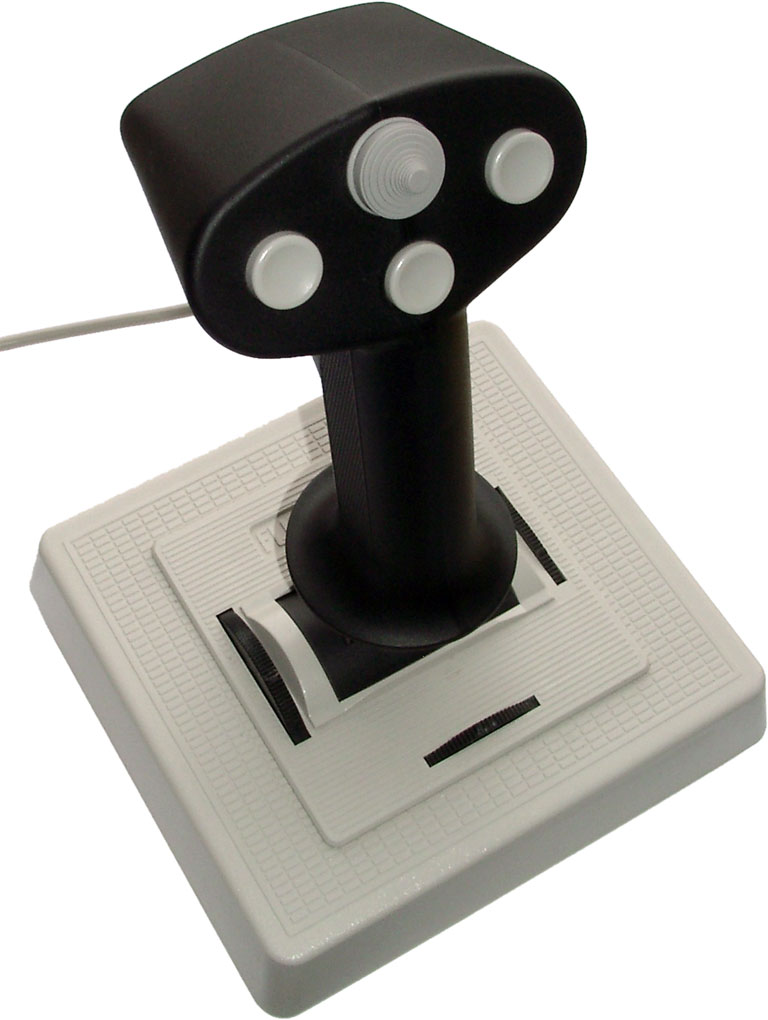
Dżojstik analogowy Flightstick Pro firmy CH Products

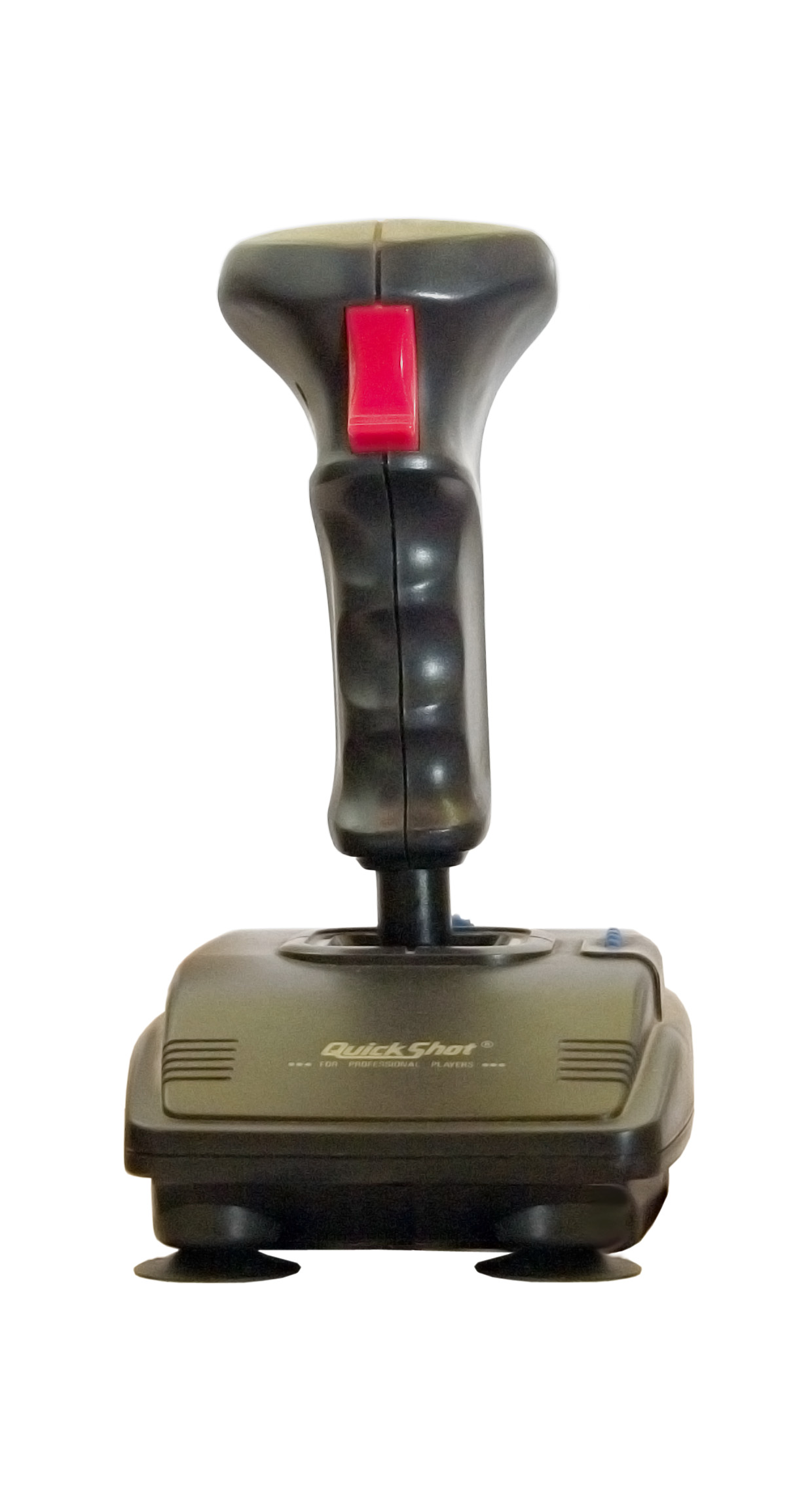
Dżojstik analogowy QuickShot Warrior 5 firmy Bondwell

Dżojstik lub manipulator drążkowy (ang. joystick, od joy – zabawa, stick – patyk, drążek) – urządzenie wejścia komputera, manipulator służący do sterowania ruchem obiektów na ekranie. W podstawowej wersji składa się z wychylnego drążka zamocowanego na podstawce, którego przechylenie w odpowiednim kierunku powoduje stosowną reakcję sterowanego obiektu oraz z umieszczonych na drążku i podstawce przycisków uruchamiających przypisane im działania i dodatkowe funkcje sterujące. Pierwsze dżojstiki nie służyły do rozrywki (ang. joy stick), lecz do sterowania samolotami; nazywano je wtedy „drążkami sterowniczymi” (ang. control stick).
Dżojstiki stosuje się również do sterowania robotami i elektrycznymi wózkami inwalidzkimi. W komputerach wykorzystywane są do sterowania kursorem oraz samolotami, samochodami czy postaciami w grach. Dżojstik jest również bardzo praktyczny przy manipulacji obiektem trójwymiarowym w programach typu CAD czy do tworzenia obiektów 3D. Znajduje on również zastosowanie w niektórych syntezatorach, elektronicznych instrumentach muzycznych. Umieszczony obok klawiatury umożliwia dodatkowe, płynne kształtowanie cech dźwięku (zamiennie stosowane są m.in. rolki i suwaki).

## Lotnictwo

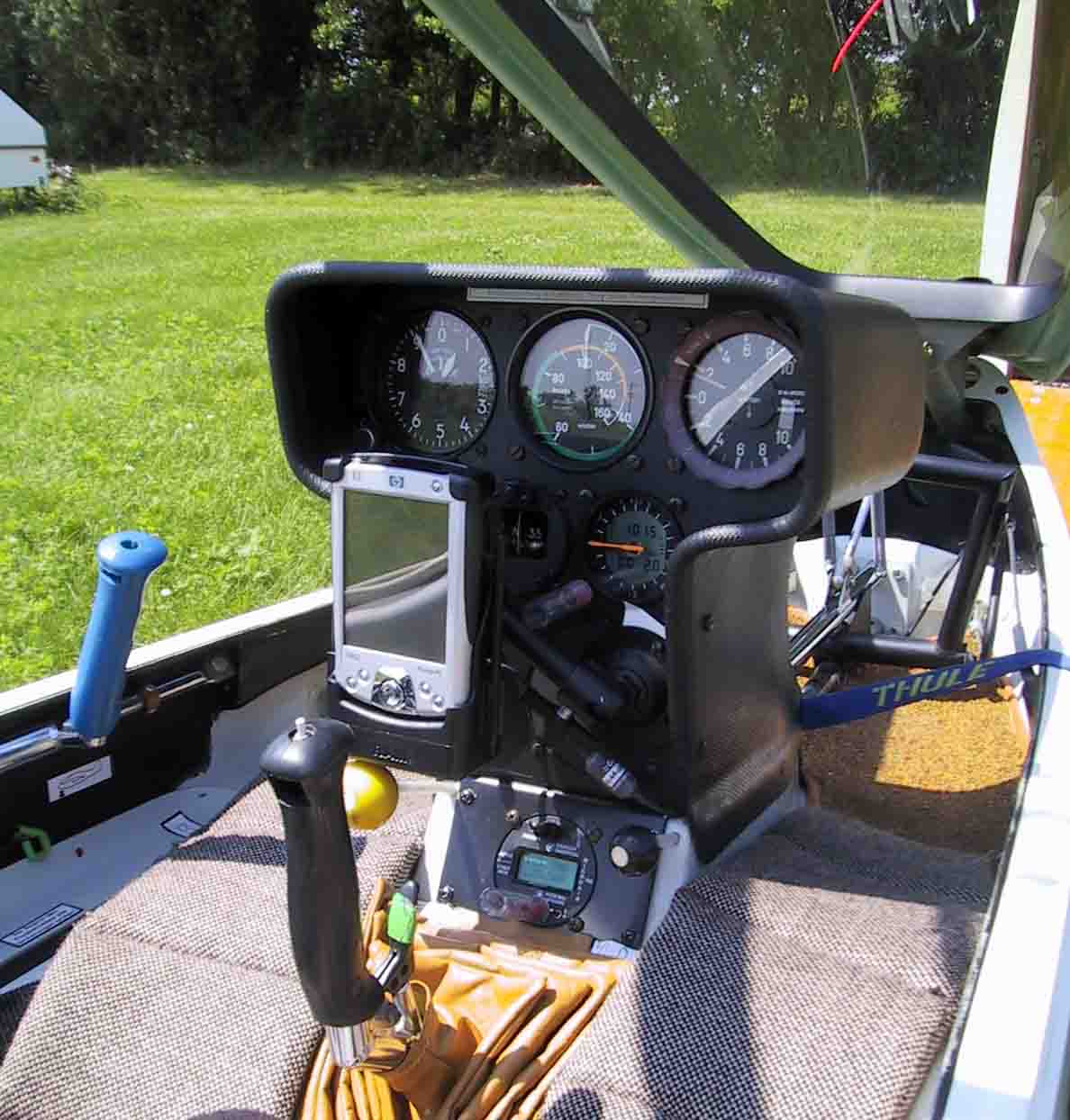
Drążek (joystick) w lotnictwie, służący do sterowania samolotem

Pierwsze zastosowanie drążka w funkcji, którą obecnie pełni dżojstik, nastąpiło w konstrukcjach lotniczych. Już w 1909 r. Louis Blériot zastosował w swoich samolotach drążek sterowy będący kawałkiem rurki przymocowanej ruchomo do podłoża kabiny między nogami pilota. Odpowiednie przechylanie drążka powodowało zmianę lotu statku powietrznego.
Dziś, ze względu na występujące duże siły, nie stosuje się już bezpośredniego połączenia mechanicznego między drążkiem sterowym a powierzchniami sterowymi. Wychylenia drążka lub wolantu sterują tylko wejściami odpowiednich wzmacniaczy elektrycznych lub elektromechanicznych. Coraz częściej stosuje się także układy sterowania znane jako fly-by-wire (dosł. latanie poprzez kable), gdzie pilot wydaje polecenia systemowi komputerowemu przy pomocy kontrolera (wolantu lub dżojstika podobnego do stosowanego przez graczy). System komputerowy interpretuje polecenia i wychyla za pośrednictwem układów siłowych powierzchnie sterowe, realizując przy tym optymalne dla danej sytuacji prawa sterowania. Takie rozwiązania zapewniają poprawne sterowanie z mniejszym subiektywnym wpływem pilota, zmniejszając jego psychiczne obciążenie, zwłaszcza w sytuacjach trudnych. Stosowane w Concorde, F-16 i innych nowszych tej klasy, obecnie też w pasażerskich samolotach firmy Airbus. Aby awaria komputera nie była tu równoznaczna z katastrofą, stosuje się systemy wielokrotnie nadmiarowe (z samoczynnie włączającymi się rezerwami i diagnozą błędów). Ich niezawodność jest większa od mechanicznych.
Przechylenie drążka do przodu (od siebie) powoduje obniżenie przedniej części statku powietrznego, czyli skierowanie samolotu ku ziemi (w locie normalnym, czyli nieplecowym). Ściągnięcie drążka do siebie w locie normalnym powoduje podniesienie przedniej części samolotu, przez co samolot zaczyna się wznosić. Wychylenie drążka w lewo powoduje przechylenie samolotu w lewo i wejście w zakręt. Analogicznie sytuacja wygląda przy wychyleniu drążka w prawo. Zwykle ruchy prawo-lewo wykonuje się w połączeniu z ruchami orczykiem, m.in. w celu zapewnienia prawidłowości skrętu.

## Historia
Tradycyjny cyfrowy dżojstik firmy Atari z lat 80. z jednym przyciskiem, przeznaczony do Atari 2600, podłączany był przez port DE9. Specyfikacja tego złącza była przez wiele lat uważana za standard dla dżojstików cyfrowych.
W obecnie tworzonych dżojstikach dostępna jest często dodatkowa funkcja określana jako sprzężenie zwrotne (ang. Force Feedback). Funkcja ta pozwala na odczuwanie przez osobę sterującą reakcji, jaką wywołuje otoczenie. Gdy lecąc np. samolotem wpadamy w turbulencję na skrzydłach występują dodatkowe siły, rejestrowane przez odpowiednie czujniki, a następnie komputer na podstawie sygnałów odebranych z czujnika próbuje przekazać na drążek dżojstika drgania pozwalające odczuć co dzieje się z powierzchniami sterowymi (tak jakby gracz leciał samolotem z II wojny światowej, z drążkiem bezpośrednio połączonym ze sterami); gdyby nie sprzężenie zwrotne nie czulibyśmy żadnej reakcji/oporu. Dżojstiki takie są przeważnie ok. pięć do dziesięciu razy droższe od tradycyjnych, ponieważ zawierają serwomechanizmy pełniące funkcje podobne do siłowników, które pozwalają komputerowi sterować ruchem drążka.

## Typy

### Analogowy

Rys.1. Osie ruchu dżojstika

Znany również pod nazwą dżojstik proporcjonalny, co obrazowo oddaje jego możliwości.
Dżojstik analogowy pozwala na wskazanie dowolnego azymutu (kierunku) w zakresie pełnych 360°, z dokładnością do kilkudziesięciu minut kątowych.
Urządzenie to najczęściej jest wyposażone w dwie niezależne osie obrotu (X i Y). Spotyka się również konstrukcje z trzema osiami obrotu (X, Y + Z) – oprócz możliwości przechylania na boki oraz od i do siebie można przekręcać drążek w prawo lub w lewo wokół jego osi, co odpowiada ruchowi orczyka, który steruje wychyleniem steru kierunku w rzeczywistym samolocie.

Dżojstik analogowy (XYZ)

Dżojstik analogowy, oprócz wskazywania kierunku, umożliwia określenie „intensywności” pchnięcia przez rejestrowanie kąta wychylenia drążka – pomiar ciągłej zmiany rezystancji za pomocą potencjometru. Obrót potencjometru, przez odchylenie drążka wzdłuż danej osi o pewien kąt, powoduje zmianę aktualnej wartości rezystancji potencjometru, co jest przeliczane na odpowiedni kąt wychylenia.
Dżojstik analogowy należy skalibrować przed użyciem poprzez wskazanie programowi kalibrującemu maksymalnej i minimalnej wartości rezystancji, co odpowiada maksymalnym kątom wychylenia „+” i „-” od położenia neutralnego i podanie wartości środkowej, przez ustawienie drążka w pozycji neutralnej (prostopadle do podłoża). Kalibrację przeprowadza się dla każdej z osi obrotu drążka.

#### Budowa wewnętrzna dżojstika analogowego
|  |  |  |  |
|  |  |  |  |

### Cyfrowy

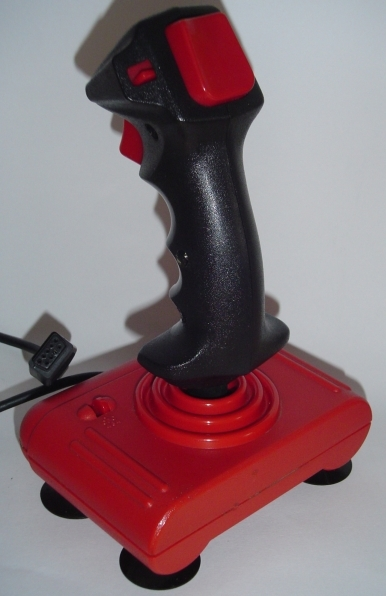
Dżojstik cyfrowy QuickJoy II Turbo

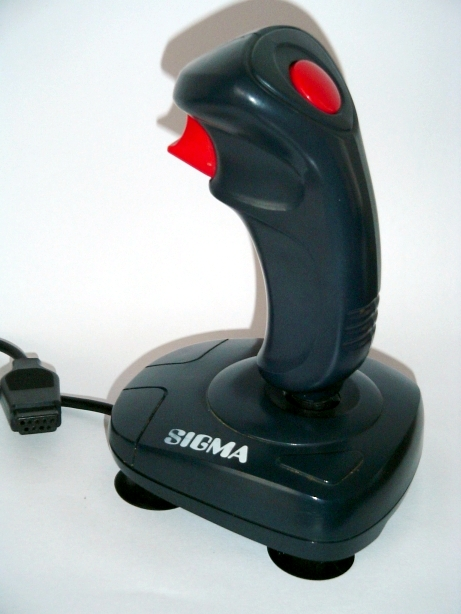
Dżojstik cyfrowy Sigma

Dżojstik cyfrowy/dyskretny pozwala wybrać tylko cztery podstawowe kierunki i cztery pośrednie, ponieważ jest on najczęściej zbudowany z czterech włączników stykowych (załączających obwód jedynie, gdy znajdują się w pozycji „włączony”).
- Przechylenie drążka w jednym z kierunków głównych (np. „S”, patrz osiem dostępnych kierunków, poniżej) powoduje wciśnięcie jednego z czterech włączników (w naszym przykładzie dolnego włącznika: „S”).
- Przechylenie drążka w dowolnym kierunku pośrednim (np. „NW”) między dwoma sąsiadującymi kierunkami głównymi (w przykładzie „W” i „N”) powoduje wciśnięcie dwóch włączników (górnego: „N” i lewego: „W”) odpowiadających obu kierunkom, pomiędzy którymi jest wybrany kierunek pośredni („NW”).

W dżojstiku cyfrowym jest dostępne osiem kierunków:
Sygnał nie jest zatem zależny od stopnia wychylenia drążka, jak w dżojstiku analogowym, a sterowany obiekt nie reaguje na zwiększony wysiłek użytkownika („pchanie na siłę” drążka w danym kierunku).
Dżojstiki cyfrowe były szeroko stosowane przez graczy na platformach ośmio- i szesnastobitowych, takich jak Commodore 64, Atari 800 czy ST, ZX Spectrum itp.
W przypadku platformy PC stosowane są dżojstiki analogowe.

#### Budowa wewnętrzna dżojstika cyfrowego
|  |  |  |
|  |  |  |

## Budowa

Rys.2. Elementy dżojstika

### Budowa zewnętrzna
1. Drążek – podstawowy element dżojstika; trzymając go jedną ręką wykonuje się nim ruchy przechylne (patrz rys.1. – strzałki X i Y), w niektórych modelach także skrętne (patrz. rys.1.- strzałki Z) wokół jego osi pionowej. Na drążku osadzone są dodatkowe przełączniki i minimanipulatory.
2. Podstawka – element stanowiący punkt mocowania drążka; zawiera główny moduł elektroniki dżojstika. W podstawce montowana jest także dodatkowa oś (obrotowa lub szyna z potencjometrem podłużnym) – przepustnica. Dodatkowo umieszcza się tu także inne elementy, jak np. przyciski.
3. Przycisk Fire (ang. ogień/strzał) – przycisk wyzwalający pewną akcję; w szczególności przycisk znajdujący się pod palcem wskazującym (z przodu drążka).
4. Przyciski dodatkowe – dodatkowe przyciski wyzwalające; najczęściej istnieje możliwość przyporządkowania konkretnej akcji danemu przyciskowi.
5. AutoFire – specjalny przełącznik pozwalający na symulację ciągłego naciskania i puszczania wybranego przycisku (najczęściej przycisku Fire).
6. Przepustnica – element analogowy, rezystancyjny, pozwalający na płynną zmianę wartości. Wykorzystywany w symulatorach lotu do sterowania dopływem mieszanki paliwowej do silnika; można przypisać także inną funkcję (gdzie wymagana jest ciągła zmiana wartości). Przepustnica jest często realizowana w postaci osobnego urządzenia z dźwignią pozwalającą na ruch tylko wzdłuż osi Y (patrz rys.1. – białe strzałki)(tak jak w prawdziwych odrzutowcach).
7. Kapturek (ang. Hat Switch) – potocznie „grzybek”, dodatkowy mały dżojstik cyfrowy, manipulator; znajduje się na górnej części drążka; obsługiwany za pomocą kciuka. W symulatorach lotu pozwala na spoglądanie oczyma pilota na różne strony lub na sterowanie pociskami.
8. Mocowanie – pozwala na przytwierdzenie podstawy dżojstika do podłoża w celu uniemożliwienia ślizgania się urządzenia. Najczęściej stosuje się gumowe przyssawki lub gumowe paski antypoślizgowe. W niektórych modelach podstawa dżojstika jest tak ciężka, że nie ma potrzeby specjalnego mocowania urządzenia do podłoża.
9. Ster – pozwala na obroty skrętne drążkiem wokół osi pionowej (patrz rys.1. – strzałki Z); pełni funkcję orczyka z rzeczywistych samolotów. Orczyk jest to element przypominający pedały samochodowe; przez pchanie orczyka lewą nogą (lewy pedał) uzyskuje się wychylenie steru kierunku w lewo, analogicznie dla sytuacji pchania orczyka prawą nogą (prawy pedał). Funkcję tę można uzyskać stosując osobne pedały, dostępne często z niektórymi kierownicami do gier.

### Budowa wewnętrzna
1. Sprężyny – używane do utrzymania drążka w położeniu neutralnym.
2. Potencjometry (rezystory) – elementy odpowiedzialne za pomiar wychylenia drążka i innych osi obrotowych.
3. Serwomechanizm – elementy służące do poruszania drążkiem, wykorzystywane w dżojstikach z siłowym sprzężeniem zwrotnym - ang. Force Feedback.
4. Styki – cztery włączniki stykowe w dżojstikach cyfrowych służące do wykrywania kierunku, ale nie natężenia, przechylenia drążka.
5. Przełączniki – przyciski montowane pod przyciskami; służą do wyzwalania zaprogramowanych akcji.

## Porty

### DE-9
Standard DE-9 (błędnie określany jako DB-9) wprowadzony w latach 80. i na początku lat 90. w przyłączaniu dżojstików cyfrowych do ówczesnych platform ośmio- i szesnastobitowych.
Port ten jest opisany jako port manipulatora w komputerze Elwro 800 Junior, gdyż obsługuje różne manipulatory – np. pióro świetlne czy myszkę.
Joysticki o tym przyłączeniu (najczęściej zgodne z portem Atari, czasem zwanym także Kempston) są nadal produkowane, m.in. w Polsce.
Poniżej przedstawione są przypisania poszczególnych pinów dla dżojstików w najpopularniejszych komputerach ośmio-, szesnastobitowych (Atari (130, 800XE, 800XL, 2600, 7200), Amiga, Commodore 64, Amstrad CPC, Sinclair ZX Spectrum; na schemacie obok, dla DE9, widok wtyczki):
| - ogólny standard 1. w przód 2. w tył 3. w lewo 4. w prawo 5. brak przypisania 6. przycisk 1 7. brak przypisania 8. masa (GND) 9. brak przypisania                                  | - Atari 2600 1. w przód 2. w tył 3. w lewo 4. w prawo 5. brak przypisania 6. przycisk 1 7. +5V (opcjonalny; często wykorzystywany do funkcji autofire) 8. masa (GND) 9. brak przypisania | - Atari 130, 800(XL/XE) 1. w przód 2. w tył 3. w lewo 4. w prawo 5. brak przypisania (potencjometr B paddle) 6. przycisk 1 7. +5V, zasilanie 8. masa (GND) 9. brak przypisania (potencjometr A paddle) |
| - Commodore 64 1. w przód 2. w tył 3. w lewo 4. w prawo 5. oś analogowa Y (POT AY) 6. przycisk 1 (BUTTON A/LP) 7. +5V max. 100mA, autofire 8. masa (GND) 9. oś analogowa X (POT AX) | - MSX 1. w przód 2. w tył 3. w lewo 4. w prawo 5. power 6. przycisk 1 7. przycisk 2 8. wyjście 3 9. masa (GND)                                                                           | - Amstrad CPC 1. w przód 2. w tył 3. w lewo 4. w prawo 5. brak przypisania 6. przycisk 1 7. przycisk 2 8. masa (GND) 9. brak przypisania                                                               |

| - Dżojstik cyfrowy 1. w przód 2. w tył 3. w lewo 4. w prawo 5. brak przypisania 6. przycisk 1 7. +5V (opcjonalny) 8. masa (GND) 9. przycisk 2 (opcjonalnie) | - Dżojstik analogowy 1. przycisk 3 (opcjonalne) 2. brak przypisania 3. przycisk 1 4. przycisk 2 5. oś analogowa X 6. brak przypisania 7. +5V 8. masa (GND) 9. oś analogowa Y | - Pokrętło sterujące (Paddle) 1. brak przypisania 2. brak przypisania 3. lewy przycisk 4. prawy przycisk 5. oś analogowa prawa 6. brak przypisania 7. +5V 8. masa (GND) 9. oś analogowa lewa |

| Spotykane kolorowania kabli: - Commodore 64 1. biały 2. niebieski 3. zielony 4. brązowy 5. pomarańczowy 6. czerwony 7. czarny |

### DE-9 przezLPT(IEEE 1284) iGamePort
Istnieje możliwość podłączenia starego dżojstika cyfrowego do komputera klasy PC przez port równoległy i przez GamePort.

### DE-9 przezUSB
Istnieje możliwość podłączenia dżojstika cyfrowego do komputera z portem USB.

### ADB (Apple Desktop Bus)
ADB – magistrala do podłączania urządzeń peryferyjnych w komputerach firmy Apple od 1986 do 1998 r., kiedy to zastosowano porty USB. Magistrala ADB przeznaczona była do przyłączania urządzeń (najczęściej wejściowych, chociaż pojawiły się również monitory obsługiwane przez ten interfejs) o niskiej szybkości przesyłu danych, do 154 Bps. Możliwe było obsłużenie do 16 urządzeń, przy czym Apple zalecało podłączanie najwyżej trzech, na odległość do 5 m, kablem o pojemności nie większej od 100 pF/m.
Sygnały na poszczególnych pinach:
1. ADB – dwukierunkowa szyna danych
2. PSW – włącznik prądu (do włączania komputera)
3. +5V – zasilanie max. 500mA, każde urządzenie max. po 100mA, linia zabezpieczona bezpiecznikiem
4. GND – masa

Linki zewnętrzne:
- OpenMac. macbsd.com. [zarchiwizowane z tego adresu (2012-02-23)].

### GamePort

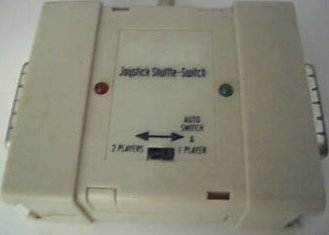
Rozdzielacz GamePortu

Schemat wtyków GamePortu

Domyślny port do podłączania dżojstików analogowych, manipulatorów i innych urządzeń dla gracza w komputerach klasy PC w latach '90 XX wieku. Często na śledziu kart muzycznych. Do jednego GamePortu można podłączyć jeden dżojstik 4-osiowy/4-przyciskowy lub przez rozdzielacz GamePortu dwa dżojstiki 2-osiowe/2-przyciskowe. GamePort nie jest obsługiwany w systemie Windows Vista i nowszych, za to z nowoczesnych systemów operacyjnych jest obsługiwany w Linuxie.

### USB

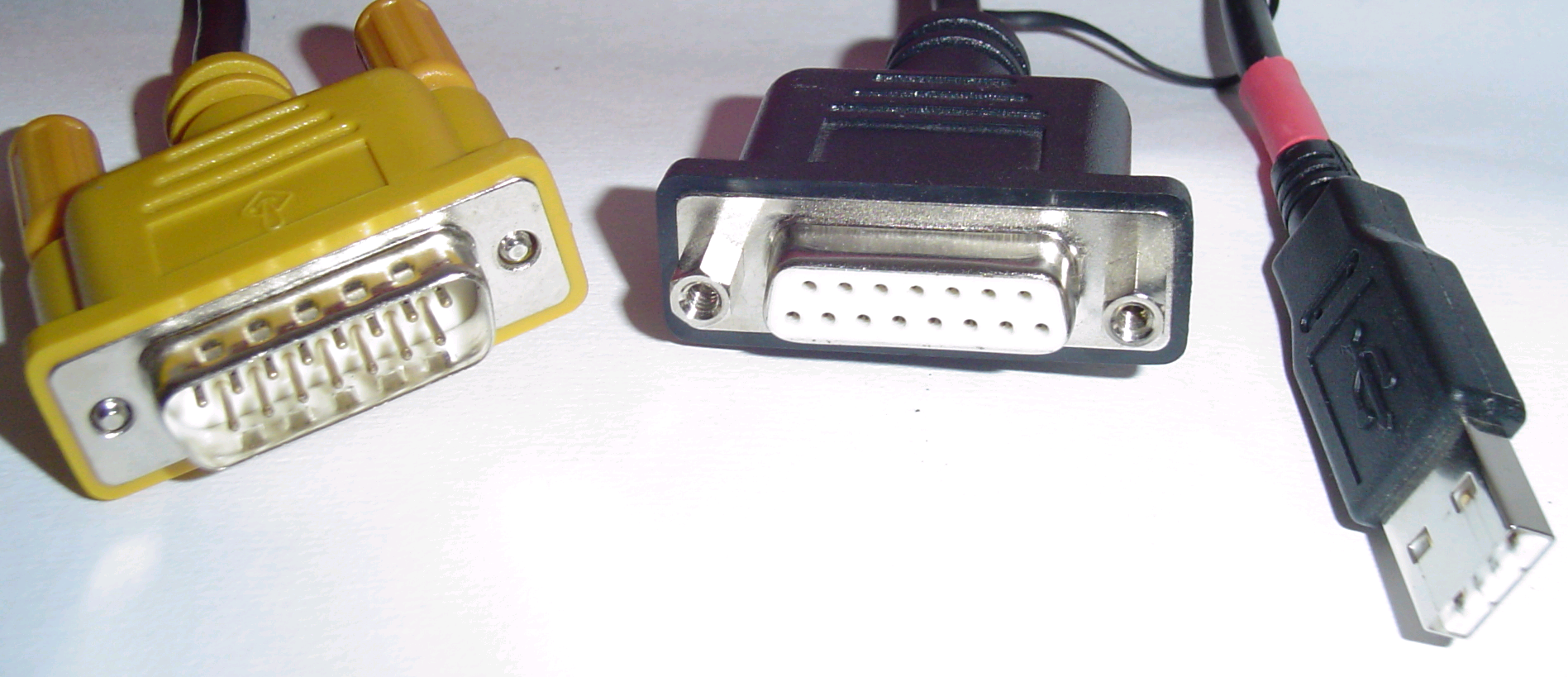
Przejściówka z GamePortu na USB

Uniwersalny port szeregowy pozwalający podłączyć do komputera prawie dowolne urządzenie zewnętrzne, także nowoczesne dżojstiki, i jednocześnie pozwalający na znaczne zwiększenie ich możliwości i szybkości reakcji.
W obecnych konstrukcjach stosuje się prawie wyłącznie złącza USB; czasem można spotkać rozwiązania hybrydowe łączące dwa podejścia (tu dwa sposoby podłączania dżojstika – przez GamePort i USB) wyposażone w stosowne przejściówki. Nadal produkuje się joysticki o złączu DE-9(DB-9), które można podłączyć przez USB za pomocą przejściówki.

### Przejściówki z GamePortu na USB
Coraz rzadziej dostępne są dżojstiki z GamePortem i odpowiednią przejściówką na USB – zawierają one jednak najczęściej jedynie odpowiednie wyprowadzenie pinów z wtyczki GamePortu na USB, jednak nie jest to wystarczające z uwagi na transmisję przez port szeregowy, która jest odmienna od stosowanych w „tradycyjnym” podłączeniu dżojstika (wewnątrz dżojstika znajduje się odpowiedni moduł elektroniczny pozwalający na transmisję poprzez „stary” GamePort i moduł odpowiedzialny za transmisję w standardzie USB). Gdy włożymy wtyczkę do GamePortu komputera prąd płynie w obwodzie odpowiedzialnym za obsługę tego standardu, a w przypadku podłączenia przez złącze USB zasilone zostają odpowiednio inne obwody. Struktura złącza GamePortu pojedynczego dżojstika pozwala na użycie niewykorzystanych przez ten standard pinów do wyprowadzenia przez nie sygnału dla USB, stąd też sama przejściówka nie zawiera już dodatkowej elektroniki, a jedynie zmienia sposób wyprowadzenia z jednej postaci złącza (wtyczki) na inną. Zastosowanie takiej przejściówki do starych dżojstików (zrobionych przed „erą USB”) nie ma sensu, gdyż one i tak nie wyprowadzają odpowiednich sygnałów dla standardu USB.
Istnieją także specjalne przejściówki, które potrafią przetłumaczyć sygnał z protokołu GamePortu na protokół USB dzięki wmontowanemu w nie układowi scalonemu.

## Kalibracja

Rys.3. Detekcja wychylenia drążka

Dżojstik analogowy wymaga kalibracji. Jest to związane z tym, iż przy podejmowaniu decyzji o położeniu drążka przez oprogramowanie brane są parametry związane z aktualną wartością oporu. Stąd oprogramowanie musi zostać poinformowane o wartościach, jakie ma rozpoznawać jako skrajne, jak również o tym dla jakiej wartości oporu (właściwie to obserwuje się zmianę szerokości impulsu związaną ze zmianą rezystancji potencjometru) występuje położenie neutralne. Dlatego przed użyciem dżojstika należy użyć oprogramowania kalibrującego (niektóre dżojstiki wyposażone są w mechanizm kalibracji automatycznej).
Program kalibrujący prosi nas o odpowiednie ustawianie drążka w pozycji neutralnej, następnie w pozycjach skrajnych, przez co rejestruje parametry związane z tymi sytuacjami; pozycje pośrednie są, podczas użytkowania urządzenia, obliczane przez aproksymację aktualnego wyniku w porównaniu do wartości skrajnej w danym kierunku i położenia neutralnego.
Standard portu gier przewiduje maksymalną wartość rezystancji na 100kΩ (chociaż spotyka się odstępstwa), przy czym w dżojstikach wykorzystuje się najczęściej standardowe potencjometry o wartości ok. 470kΩ i kącie obrotu ok. 270°. Z tego powodu wykorzystuje się pewien zakres funkcjonalności tych elementów od 0Ω do ok. 100-120kΩ, który odpowiada wychyleniom ok. 60° / 90° zakresu możliwego kąta skrajnych wychyleń drążka wzdłuż jednej osi. Kalibracja pozwala więc na poinformowanie programu (gry) jak ma interpretować odbierane wartości, co jest ważne dla uzyskania precyzji ruchu i wykorzystania pełnego zakresu pracy danej osi dżojstika.
Na rys. 3. mamy przedstawiony potencjometr jednej z osi, którego zmianę rezystancji wywołuje odpowiednie wychylenie [1] drążka, co powoduje przemieszczenie [2] metalowego styku po ścieżce (najczęściej węglowej), co z kolei zwiększa wartość oporu. [3] Okablowanie podłączone jest do początku ścieżki z jednej strony (kolor czerwony) i do ruchomego styku (kolor niebieski). Następnie odpowiednie [4] układy wykrywają zmianę wartości parametrów zależnych od oporu i przekazują wyniki w odpowiedniej postaci zdyskretyzowanych (zamiana ciągłej zmiany parametrów napięcia/prądu na wartości z pewnego tylko zakresu liczb z pewną dokładnością – komputer może interpretować tylko dane cyfrowe/dyskretne, a nie nieskończony zakres liczb rzeczywistych z nieskończoną precyzją) wartości do oprogramowania, które na podstawie wcześniej zebranych podczas kalibracji danych podejmuje decyzję, w którą stronę i jak bardzo został wychylony drążek.